# 国家基本問題研究所
公益財団法人国家基本問題研究所（こっかきほんもんだいけんきゅうじょ、Japan Institute for National Fundamentals、略称：国基研・JINF）は、日本の民間シンクタンク。

## 概要
櫻井良子（現・櫻井よしこ）が2007年12月18日に設立し、代表を務める。会見の中で、設立趣旨として、「これはずっと長い間の私の夢だった。戦後日本の、国家とはいえない在り様を、どう立て直していけるのか、そのために、日本人は何をすればよいのか、国際社会で日本に相応しい地位を得るにはどうすべきか、日本の姿や歴史は歪曲されてきたが、真の日本理解を醸成するにはどんな情報を、世界に発信していけばよいのか。一連の問いが、始終、私の心と頭を駆け巡ってきた。その度に記事を書き、訴え続けてきた。その延長線上に、設立したばかりの国基研がある。」としている。
定期的に月例研究会や国際シンポジウムを開催しており、日本政府に対する政策提言を主な目的としている。また、主張を意見広告の形で新聞（主として産経新聞・読売新聞）・雑誌に掲載している。
2011年10月17日、内閣府から公益認定を受け、公益財団法人となる。

## 活動内容
- 会員には個人会員、賛助会員、および法人会員という種別を設けている[5]。
- 第45回衆議院議員総選挙直前の2009年8月には自民党政権維持を求めた[6]。
- 2013年の第2次安倍内閣成立後は、日本国憲法第9条の改正をはじめ、憲法改正を政権の目標とするよう要望している[7]。
- TPPの推進や外国人地方参政権の反対を主張している[2]。
- 原子力撤廃に否定的で、原発の維持を主張している[8]。
- 慰安婦問題については「20万人の朝鮮人女性を強制連行し性奴隷とした」という吉田清治の作り話で誤解が国際社会に広がり、それがクマラスワミ報告書にも採用されたと批判しており、日本政府に事実関係について反論するよう要請している[9]。
- 2021年8月10日、韓国文化放送の調査報道番組「PD手帳」が、第1298回放送分で「不当な取引、国家情報院と日極右」と題して国家情報院との癒着を報じた[10][11]。

## 役員

### 理事長
- 櫻井よしこ（ジャーナリスト）

### 副理事長
- 高池勝彦（弁護士）
- 小倉義人（日本アルコイリス社長）

### 理事
- 有元 隆志　(産経新聞特別記者)
- 石川弘修（企画委員及び評議員兼任、元読売新聞外報部長）
- 石川 弘修 (ジャーナリスト)

- 加藤康子 (産業遺産国民会議 専務理事 元内閣官房参与)
- 北村稔（立命館大学名誉教授）
- 黒澤 聖二 (元統合幕僚幹部 主席法務官)
- 斉藤禎（文藝春秋社友）
- 高橋史朗（明星大学特別教授）
- 土田龍太郎（東京大学名誉教授）
- 鄭大均（東京都立大学名誉教授）
- 奈良林直（北海道大学名誉教授）
- 西修（駒澤大学名誉教授）
- 林いづみ (弁護士)
- 火箱芳文（三菱重工顧問　元陸上幕僚長）
- 平川祐弘（東京大学名誉教授）
- 古庄幸一（隊友会常務理事　元海上幕僚長）
- 古田博司（筑波大学大学院教授）
- 細川珠生（政治ジャーナリスト）
- 百地章（国士舘大学特任教授、日本大学名誉教授）
- 山田吉彦（東海大学教授）
- 湯浅博（産経新聞特別記者）
- 渡辺利夫（拓殖大学学事顧問）

### 監事
- 五島幸雄（弁護士、京都地方検察庁元検事正）

## 評議員

### 評議員長
- 梅澤昇平（尚美学園大学名誉教授）

### 副評議員長
- 荒木和博（特定失踪者問題調査会代表）

### 評議員
- 大岩雄次郎（東京国際大学教授）
- 織田邦男（評論家、国家戦略研究所所長、東洋学園大学客員教授、元空将）
- 加地伸行（大阪大学名誉教授）
- 加藤浩康（ビジネス研究所所長）
- 金田秀昭（NPO法人岡崎研究所理事及び特別研究員）
- 芦澤ゆう（フォルマ社長、森ビル顧問）
- 立林昭彦（月刊WiLL 編集長）
- 冨山泰（時事通信社元バンコク特派員）
- 西岡力（麗澤大学客員教授）
- 花田紀凱（Hanada編集長）
- 浜谷英博（三重中京大学名誉教授）
- 林いづみ（弁護士・規制改革会議委員・中央大学法科大学院客員教授）
- 福田逸（明治大学名誉教授）
- 渕辺美紀（JCC代表取締役会長、沖縄経済同友会代表幹事）

### 顧問
- 伊藤隆 東京大学名誉教授

## 研究員

### 研究顧問
- 伊藤隆（歴史家、東京大学名誉教授）
- 加地伸行（東洋学者、大阪大学名誉教授、同志社大学フェロー）
- 秦郁彦（大蔵官僚、歴史家、元拓殖大学・千葉大学・日本大学教授）
- 平川祐弘（比較文学者、東京大学名誉教授）

### 客員研究員
- 赤祖父俊一（地球物理学者、アラスカ大学フェアバンクス校名誉教授）
- 伊東寛（経済産業省サイバーセキュリティ・情報化審議官、元陸上自衛隊システム防護隊長）
- 井上和彦（ジャーナリスト）
- 潮匡人（帝京大学短期大学准教授、元航空自衛官）
- 岡本幸治（大阪国際大学名誉教授）
- 加瀬みき（アメリカン・エンタープライズ研究所 客員研究員）
- ペマ・ギャルポ（拓殖大学国際日本文化研究所教授、岐阜女子大学南アジア研究センター所長）
- 近藤正規（国際基督教大学上級准教授）
- 桜林美佐（ジャーナリスト、アナウンサー）
- ケビン・ドーク（ジョージタウン大学東アジア言語文化学部教授、ウェイクフォレスト大学教授、イリノイ大学教授）
- 名越健郎（ジャーナリスト、拓殖大学教授）
- 原剛（軍事史研究者、防衛省防衛研究所図書館調査員、軍事史学会副会長、元一等陸佐）
- 堀茂（近現代史家）
- 堀内一史（麗澤大学教授）
- 洪熒（統一日報論説主幹　元駐日韓国公使、元韓国軍将校）
- 松井孝典（惑星科学者、東京大学名誉教授）
- 松田学（松田政策研究所代表、元衆議院議員、元財務官僚）
- ロナルド・モース（元連邦政府官僚）

## 沿革
- 2007年12月18日 - 設立[2]
- 2009年12月1日 - 一般財団法人に移行[2]
- 2011年10月17日 - 公益財団法人に移行[2]

## 刊行物
- 国基研だより - 隔月で会員を対象に発行。随時英語版も作成、発信
- 提言[12]
- 今週の直言[2]
- 櫻井よしこ・北村稔・国家基本問題研究所（共同編集）、2010、『中国はなぜ「軍拡」「膨張」「恫喝」をやめないのか』、文藝春秋 ISBN 9784163732701

## 表彰
- 2014年（平成26年）より、国基研日本研究賞を設けている[13]。

| 回 | 表彰年度   | 日本研究賞                     | 日本研究特別賞                              | 日本研究奨励賞                                 |
| -- | ---------- | ------------------------------ | ------------------------------------------- | ---------------------------------------------- |
| 1  | 平成26年度 | ケビン・ドーク                 | 劉岸偉                                      | ブランドン・パーマー、ワシーリー・モロジャコフ |
| 2  | 平成27年度 | エドワード・マークス           | なし                                        | デイヴィッド・ハンロン                         |
| 3  | 平成28年度 | 楊海英                         | なし                                        | 陳柔縉、ロバート・D・エルドリッヂ              |
| 4  | 平成29年度 | ジューン・トーフル・ドレイヤー | ヘンリー・スコット・ストークス              | なし                                           |
| 5  | 平成30年度 | ロバート・モートン             | 崔吉城                                      | なし                                           |
| 6  | 平成31年度 | なし                           | 秦郁彦                                      | 簑原俊洋、ペマ・ギャルポ                       |
| 7  | 令和2年度  | なし                           | 李建志                                      | ミンガド・ボラグ                               |
| 8  | 令和3年度  | トシ・ヨシハラ                 | 李宇衍、メディアウォッチ（代表理事 黄意元） | なし                                           |
| 9  | 令和4年度  | エヴァ・パワシュ= ルトコフスカ | 李大根、ジェイソン・モーガン                | なし                                           |

## 不祥事
所属する奈良林直・北海道大学名誉教授が、国基研の公式サイトに「学術会議こそ学問の自由を守れ」と題した記事を掲載。その中で、防衛省の安全保障技術研究推進制度に採択されていた北海道大学のある研究について、日本学術会議の幹部が「北大総長室に押しかけ研究を辞退させた」と書いたが、嘘であった。後に訂正するも、内閣府から公益認定された国基研のサイトやSNSに掲載されたこと、産経新聞が取り上げたことなどにより広く拡散した。

## 批判
- 小林よしのりは、国基研の原発維持の主張を「原発ブラボー団」と揶揄している[15]。